# Natascha Kampusch
Natascha Maria Kampusch (sinh ngày 17 tháng 2 năm 1988 ở Viên) là một người dẫn chương trình người Áo. Cô được biết đến với tiểu sử từng bị bắt cóc ở độ tuổi lên 10 vào ngày 2 tháng 3 năm 1998. Natascha đã bị che giấu hơn 8 năm bởi kẻ bắt cóc có tên Wolfgang Priklopil cho đến khi cô chạy trốn được vào ngày 23 tháng 8 năm 2006. Sự quan tâm của giới truyền thông đã khiến cô ký hợp đồng với kênh truyền hình Áo PULS 4 cho chương trình của riêng cô. Chương trình đã ra mắt vào 1 tháng 6 năm 2008.

## Những năm đầu đời và gia đình
Kampusch lớn lên trong một gia đình có mẹ là Brigitta Sirny (née Kampusch) và bố là Ludwig Koch, ở Wien. Gia đình cô có 2 chị em gái, và 5 người cháu. Sirny and Koch ly thân khi Kampusch còn là một đứa trẻ. Kampusch đã ở với cả cha và mẹ, sau đó thì về ở với mẹ sau khi đi du lịch với cha cái ngày trước khi cô bị bắt cóc.

## Bị bắt cóc
Ngày 2 tháng 3 năm 1998, cô bé gái 10 tuổi Kampusch đã rời khỏi nhà mà không đi tới trường. Một nhân chứng 12 tuổi cho hay đã nhìn thấy cô bé bị lôi lên một chiếc xe buýt nhỏ bởi 2 người đàn ông, mặc dù sau này Kampusch không hề đả động tới gã thứ hai này. Một nỗ lực lớn từ phía cảnh sát để tìm cô bé, 700 chiếc xe tải nhỏ đã bị khám xét, bao gồm cả chiếc xe của Priklopil, kẻ sống nằm cách đó nửa giờ đi xe ở thị trấn Lower Austrian của Strasshof an der Nordhbahn, ở gần Ganserndorf. Mặc dù ông ta nói buổi sáng hôm vụ bắt cóc xảy ra ông ở nhà một mình nhưng cảnh sát tin rằng ông ta dùng chiếc xe buýt nhỏ để chở gạch vụn ở một công trường gần đó về nhà.
Cuộc điều tra về lạm dụng tình dục trẻ em hoặc ăn cắp bộ phận cơ thể được mở ra và người ta cho rằng vụ này có liên quan tới Michel Fourniret, tên giết người liên tục người Pháp. Kampusch đã mang theo hộ chiếu khi cô mất tích (hộ chiếu từ chuyến đi du lịch cùng gia đình qua Hungary) và cảnh sát đã mở rộng cuộc điều tra ra phạm vi quốc tế.

## Tẩu thoát
Cô gái Kampusch 18 tuổi xuất hiện trở lại ngày 23 tháng 8 năm 2006 khi cô đang lau dọn chiếc xe BMW 850i ở trong vườn. Lúc 12h53', ai đó gọi vào di động của Priklopil làm ông ta phải đi ra ngoài để nói chuyện bởi tiếng ồn của máy hút bụi. Kampusch lợi dụng cơ hội đó đã chạy trốn. Cô chạy được 200 m qua vườn, qua phố, nhảy qua hàng rào và nhờ người qua đường báo cảnh sát. Nhưng tiếc là không ai để ý đến cô. Cho đến khi cô gõ cửa người hàng xóm cũ, tự xưng mình là Natascha Kampusch thì ông già Inge T., 71 tuổi, đã gọi điện báo cảnh sát. Cảnh sát đến lúc 1:04' chiều và đưa Natascha về đồn cảnh sát ở thị trấn Deutsch Wagram.
Kampusch được nhận dạng bởi vết sẹo trên cơ thể, tấm hộ chiếu và kết quả kiểm nghiệm DNA. Cô gái vẫn trong tình tráng sức khỏe tốt, mặc dù trông cô nhợt nhạt và run sợ, và cô chỉ nặng có 48 kg (106 pound), gần như không thay đổi gì mấy khi cô mất tích 8 năm trước (45 kg). Cô chỉ cao lên có 15 cm so với trước đây.
Sabine Freudenberger, người cảnh sát đầu tiên nói chuyện với cô, đã cho thấy sự ngạc nhiên về sự thông minh và khả năng ngôn ngữ của cô gái. Sau 2 năm từ ngày bắt cóc Natascha, Priklopil đã mua cho cô sách, báo và radio. Natascha cũng nói là cô cảm thấy thiếu một cái gì đó: "Một sự thiếu hụt. Nên tôi muốn tự trau dồi kiến thức cho bản thân mình. Ví dụ tôi đã tự học đan." Priklopil, đã biết cảnh sát đang truy nã ông ta, nên đã đâm đầu tự vẫn khi nhảy vào chuyến xe lửa gần trạm xe lửa Wien Nord ở Wien. Anh ta đã có ý định tự tử nếu bị cảnh sát truy nã từ trước đó.

## Sau ngày được giải thoát
Trong một tuyên bố chính thức, cô cho biết: "Tôi không muốn và sẽ không trả lời bất cứ câu hỏi cá nhân nào".
Kampusch đã tỏ thái độ thông cảm xót thương cho kẻ bắt cóc cô.
Natascha Kampusch đã lập ra trang web riêng của cô website chứa đựng những thông tin cá nhân và các bức ảnh chụp được. Hiện cô đã trở thành người dẫn chương trình trong talkshow của riêng cô ở đài PULS 4 bắt đầu ngày 1 tháng 6 năm 2008, chương trinh có tựa đề "Cuộc đàm thoại với...Natascha Kampusch".